# 185
185 је била проста година.

## Догађаји
- Британски племићи захтевају да цар Комод укине сву власт дату Тигидију Перенису, који је на крају погубљен.
- Публије Хелвије Пертинакс је постављен за гувернера Британије и угушио побуну британских римских легија које су желеле да он постане цар. Незадовољни узурпатори настављају да покушавају да убију гувернера.
- Тигидиус Перннис, његова породица и многи други су погубљени због завере против Комода.
- Комод исушује римску ризницу да би организовао гладијаторске борбе и конфискује имовину да би подржао своја задовољства. Учествује као гладијатор и хвали се победом у 1.000 мечева у Циркус Максимусу.
- Џи Јао, будистички монах из Кушана Јуеџи етничке припадности, преводи будистичке текстове на кинески језик за време династије Хан.
- Побуњеници Жутог турбана су поражени од царске војске, али само два месеца касније, побуна поново избија. Простире се на планине Таиханг на западној граници провинције Хебеи.
- Клеомед открива преламање светлости у Земљиној атмосфери.
- Кинески астрономи су забележили супернову сада познату као СН 185 у Астролошким аналима Хоухансхуа, што је чини најранијим забележеном суперновом.
- Иринеј Лионски утврђује да постоје само четири јеванђеља .

## Рођења
- Ориген Адамантије  - филозоф и богослов, аутор мноштва библијско-критичких, егзегетских, догматских, апологетских и поучних дела